# The Pacific
The Pacific is een Amerikaanse mini-dramaserie die zich afspeelt in de Tweede Wereldoorlog. De serie wordt geproduceerd door de televisiezender HBO, die eerder de miniserie Band of Brothers uitbracht. Band of Brothers gaat over Amerikaanse paratroepen in Europa en The Pacific over mariniers in Azië.

## Productie
De productie van The Pacific is op 13 augustus 2007 begonnen in Australië. Filmlocaties zijn onder andere de omgeving van Port Douglas, Melbourne en Victoria. De serie heeft een budget van meer dan $200 miljoen en is daarmee de duurste ooit gemaakt in Australië.

## Verhaal
De verhaallijn van The Pacific, geschreven door Hugh Ambrose, staat los van die van Band of Brothers en is voornamelijk gebaseerd op twee memoires van Amerikaanse mariniers: With the Old Breed van Eugene Sledge en Helmet for my Pillow van Robert Leckie. De serie vertelt het verhaal van de twee auteurs en marinier John Basilone, die deelnamen aan de oorlog tegen het Japanse Keizerrijk.
| Nr. | Titel                    | Regisseur                     | Schrijver(s)                                          | Originele uitzenddatum |
| --- | ------------------------ | ----------------------------- | ----------------------------------------------------- | ---------------------- |
| 1 | Guadalcanal/Leckie       | Tim Van Patten                | Bruce C. McKenna                                      | 14 maart 2010          |
| Oorlogsveteraan sergeant John Basilone vertrekt kort na de aanval op Pearl Harbor naar het eiland Guadalcanal, een deel van de Salomonseilanden, om te vechten tegen het Japanse Keizerrijk. Ook Robert Leckie en het 1ste Regiment Mariniers landen op het eiland en leveren strijd in de Slag om Guadalcanal. Eugene Sledge overtuigt zijn ouders om hem deel uit te laten maken van de oorlog en schrijft zich in voor de opleiding. Ook de zeeslag bij het eiland Savo vindt plaats. |                          |                               |                                                       |                        |
| 2 | Basilone                 | David Nutter                  | Bruce C. McKenna                                      | 21 maart 2010          |
| Basilone en het 7de Regiment Mariniers komen aan op Guadalcanal om de verdediging van het 1ste Regiment op Henderson Field te versterken. Basilone geraakt zwaar verbrand aan zijn armen door een machinegeweer. Een grote nachtelijke aanval van het Japanse leger wordt succesvol afgeslagen. |                          |                               |                                                       |                        |
| 3 | Melbourne                | Jeremy Podeswa                | George Pelecanos & Michelle Ashford                   | 28 maart 2010          |
| Na vier maanden te hebben doorgebracht op Guadalcanal krijgt het 1ste Regiment kans op herstel in Melbourne. Leckie wordt verliefd op Stella, een Australisch meisje van Griekse afkomst. Ze nodigt hem uit om in het huis van haar ouders te verblijven. Basilone wordt onderscheiden met de Medal of Honor en hij keert kort daarna op verzoek terug naar de Verenigde Staten voor het ondersteunen van de verkoop van Amerikaanse oorlogsobligaties.                                  |                          |                               |                                                       |                        |
| 4 | Gloucester/Pavuvu/Banika | Graham Yost                   | Robert Schenkkan & Graham Yost                        | 4 april 2010           |
| Sledge schrijft zich in bij de mariniers en begint aan de basistraining. Het 1ste Regiment wordt terug ingezet op de Bismarckarchipel in de strijd bij Cape Gloucester. Daarna worden ze ingezet op Pavuvu, wat tijdelijk dienstdoet als thuis van de 1ste Marinedivisie. Leckie wordt behandeld voor nachtelijk bedplassen die veroorzaakt worden door de stress van de gevoerde strijd.                                                                                                |                          |                               |                                                       |                        |
| 5 | Peleliu Landing          | Carl Franklin                 | Laurence Andries & Bruce C. McKenna                   | 11 april 2010          |
| Leckie keert na hersteld te zijn terug naar de frontlinie. Sledge komt aan op Pavuvu, op de Salomons-eilanden waar hij Sidney Phillips, een oude vriend, opnieuw ontmoet. Vervolgens worden ze ingezet op de Slag om Peleliu. |                          |                               |                                                       |                        |
| 6 | Peleliu Airfield         | Tony To                       | Bruce C. McKenna, Laurence Andries & Robert Schenkkan | 18 april 2010          |
| De mariniers leveren strijd bij het vliegveld op Peleliu. Door de waterschaarste en extreme hitte zijn de omstandigheden zeer zwaar. Leckie geraakt gewond bij een granaatontploffing, waarbij hij granaatscherven in het gezicht krijgt. Hij wordt geëvacueerd en naar een hospitaalschip gebracht terwijl de strijd onverminderd voortgaat. |                          |                               |                                                       |                        |
| 7 | Peleliu Hills            | Tim Van Patten                | Bruce C. McKenna                                      | 25 april 2010          |
| Sledge heeft het moeilijk met de afslachting en dood van zijn makkers in de heuvels van Peleliu. Basilone gaat verder met het verkopen van oorlogsobligaties. |                          |                               |                                                       |                        |
| 8 | Iwo Jima                 | David Nutter & Jeremy Podeswa | Robert Schenkkan & Michelle Ashford                   | 2 mei 2010             |
| Basilone keert terug in actieve dienst bij het 5de Regiment Mariniers. Hij gaat nieuwe mariniers trainen voor de strijd in de Pacifische Oorlog. Hij ontmoet en huwt met Lena Riggi, een vrouwelijke sergeant van het regiment. Later wordt hij ingezet in de Landing op Iwo Jima. Basilone sneuvelt door de granaatscherven van een mortierinslag. |                          |                               |                                                       |                        |
| 9 | Okinawa                  | Tim Van Patten                | Bruce C. McKenna                                      | 9 mei 2010             |
| De marinierscompagnie van Sledge wordt ingezet in de Slag om Okinawa. Het Japanse leger verkiest de dood boven een overgave en zijn onverschillig over het lot van de plaatselijke bevolking. Hierdoor wordt Sledge steeds cynischer en toont niet langer medeleven met de Japanners. Wanneer hij en de andere zich klaarmaken om Okinawa te verlaten, horen ze van een nieuwe bom die een volledige Japanse stad in een oogopslag heeft vernietigd.                                     |                          |                               |                                                       |                        |
| 10 | Home                     | Jeremy Podeswa                | Bruce C. McKenna & Robert Schenkkan                   | 16 mei 2010            |
| Sledge en Leckie keren terug naar huis na de Japanse overgave. Sledge wordt nog steeds achtervolgd door de terreur die hij heeft meegemaakt en gezien. Leckie begint een relatie met Vera, een meisje dat hij al kende sinds zijn jeugd. Lena, de weduwe van Basilone, zoekt zijn ouders op en schenkt hen Johns Medal of Honor. |                          |                               |                                                       |                        |

## Cast
- Jon Seda – Sergeant John Basilone
- James Badge Dale – Soldaat Eerste Klas Robert Leckie
- Joseph Mazzello – Korporaal Eugene Sledge
- Ashton Holmes - Soldaat Eerste Klas Sidney Phillips
- William Sadler – Luitenant-generaal Lewis "Chesty" Puller
- Jon Bernthal – Sergeant Manuel "Manny" Rodriguez
- Joshua Biton – Sergeant J.P. Morgan
- Jacob Pitts – Korporaal Bill "Hoosier" Smith
- Keith Nobbs – Soldaat Eerste Klas Bud "Runner" Conley
- Josh Helman – Korporaal Lou "Chuckler" Juergens
- Martin McCann – Sergeant Romus Valton "Burgie" Burgin
- Scott Gibson – Kapitein Andrew A. "Ack Ack" Haldane
- Rami Malek – Korporaal Merriell "Snafu" Shelton
- Brendan Fletcher – Soldaat Eerste Klas Bill Leyden
- Gary Sweet - Sergeant Elmo 'Gunny' Haney
- Caroline Dhavernas – Vera Keller
- Claire van der Boom – Stella
- Annie Parisse – Lena Mae Riggi Basilone
- Conor O'Farrell - Dr. Sledge
- Linda Cropper - Mary Frank Sledge

## Uitzenddata
| Nr. | Titel van aflevering     | Uitzenddatum VS | Uitzenddatum NL (Veronica) | Uitzenddatum VL (Canvas) |
| --- | ------------------------ | --------------- | -------------------------- | ------------------------ |
| 1   | Guadalcanal/Leckie       | 14 maart 2010   | 7 april 2010               | 14 juni 2011             |
| 2   | Basilone                 | 21 maart 2010   | 14 april 2010              | 21 juni 2011             |
| 3   | Melbourne                | 28 maart 2010   | 21 april 2010              | 28 juni 2011             |
| 4   | Gloucester/Pavuvu/Banika | 4 april 2010    | 28 april 2010              | 5 juli 2011              |
| 5   | Peleliu Landing          | 11 april 2010   | 5 mei 2010                 | 12 juli 2011             |
| 6   | Peleliu Airfield         | 18 april 2010   | 12 mei 2010                | 19 juli 2011             |
| 7   | Peleliu Hills            | 25 april 2010   | 19 mei 2010                | 26 juli 2011             |
| 8   | Iwo Jima                 | 2 mei 2010      | 26 mei 2010                | 2 augustus 2011          |
| 9   | Okinawa                  | 9 mei 2010      | 2 juni 2010                | 9 augustus 2011          |
| 10  | Home                     | 16 mei 2010     | 9 juni 2010                | 16 augustus 2011         |